# Грузинска писменост
Грузинска писменост (на грузински: ქართული დამწერლობა) е уникална за грузинския и някои сродни езици.
Днешната грузинска писменост е азбука, подобно на кирилицата и латиницата, обозначаваща както съгласните, така и гласните звукове.

## История
От далечни предания разбираме, че създател на първата грузинска писменост, наречена Асомтаврули е цар Парнаваз Първи цар на Иверия (Кавказка Иберия) през 3 век пр.н.е. Точна дата за създаването и обаче не се знае. Грузинският историк Леонти Мровели, живял през 11 век, счита, че азбуката е създадена от цар Парнавас Първи. Подобна е и хипотезата на професор Барамидзе, сочейки историческото произведение „Картлис цховреба“ – сборник с документи, обобщени от историк, който е бил съвременник на царя. Според някои учени първите запазени документи и текстове, които използват древната грузинска писменост са от 4 – 5 век. Категорични останки от документи, доказващи по-ранно създаване на писменост в Грузия не са намирани. Най-древната известна ни грузинска творба, достигнала до нас е „Мъченичеството на царица Шушаник“ от Яков Цуртавели, написана през пети век. Тя красноречиво доказва, че много преди написването на този текст е имало изключително силно развита писмена култура в региона. Професорът Ревас Барамидзе през 1990 година доказва, че в „Битие Грузинско“ има описание на „Житие Парнавас“ – това само по себе си е доказателство, че по това време е имало писменост, макар и този факт да не доказва напълно съществуването и. През 1940 г., при археологични разкопки в град Мцхета-Армази са намерени няколко антични писмени творби. Надписите са изписани на гръцки, както и още един древнописмен графически стил. Няколко от знаците били изписани на трудно разпознаваем правопис, които според предположение на професор Павле Ингороква са най-древните примери за използването на Асомтаврули. Първите открития сочат, че грузинската азбука е създадена около трети-четвърти век, но не е било категорично доказано. Открит надпис на Асомтаврули от 4 век гласи „Даватската Стела“, също така е открит и подобен надпис в град Булнизи, където е построен Сионският манастир, там надписите датират от 492 – 493 г. През 1990 – 2000 година, под ръководството на Академик Леван Чилашвили се провеждат изследвания и са намерени документи, които дават възможност да се предполага, че грузинската азбука е създадена по-рано от трети век пр. Хр.
Грузинската писменост се състои 3 вида системи, като Асомтаврули е в основата им. Църковната религиозна писменост се образува от събирането на Асомтаврули с „духовното лице“ (хуци), от което се получила Хуцури-Асомтаврули, от която също произлизат Мргвловани, известна като обла или кръгова писменост, както и Мтаврули. Следващата е Нусхури (тя обединява Хуцури, Нусха-Хуцури, Котховани) и третата е Мхедрули. Всяка от трите писмени системи има свой характерен графически стил, но графичните знаци на писменост Нусхури са производни от развитието на Асомтаврули, а Мхедрули произхожда от Нусхури. Тези промени от своя страна произхождат от стремежа на езиковедите към опростяване на правописа.
Като най-първична и най-древна Асомтаврули е сред известните грузински писмености. Съществуват ръкописи на грузински език съхранени на стените на църквата във Витлеем от 430 г. пр. Хр. и „Болниси Сиони“ – храм от четвърти, пети век пр. Хр. Друг древен надпис съществува на „Давадската Стела“ от 367 г., както и надписите в град Бакури, известни са и строителният надпис от град Болниси върху Сионския манастир през 493 – 494 година както и надписа в Гри-Ормизиди. През пети и шести век са открити ръкописи, както и надписи в Джварския манастир в град Мцхета. До единадесети век срещаме ръкописи, които изцяло използват Асомтаврулска писменост, като след това Асомтаврули е използвана най-вече за надгробни надписи, също така в кратки ръкописи, за заглавия, както и за ръкописи, съставени само от главни букви. Затова е и наричена Асомтаврули, което в превод означава главни букви. Независимо от това, че наричат символите също и мргвловани (кръгли, заоблени). Смята се, че отначало Асомтаврули се е доразвила под влиянието на гръцката църква и поради липсата на писменост за преписа на библейските завети. Средновековната култура на Грузия е силно повлияна от християнството, възприето около 330 година. Грузинската православна църква популяризира и често финансира създаването на произведения с религиозна тематика. Като типаж и близки прилики Асомтаврули се доближава към писмености, които са създадени в ранния период на разпространение на християнството – такива писмености са арменска, коптурска и др.
Графичната система на Асомтаврули се състои от елементарни геометрични елементи – кръгове и прави линии, често преплитащи се. Всички букви са на една височина и тяхното написване е сложно изпълнимо от няколко движения на ръката с много повдигания от повърхността за писане, което прави процеса на писане неудобен и бавен. Свързването на съставните елементи се осъществява чрез наклонена черта под ъгъл. Единственото изключение е кръстосаната буква „ДЖ“ която проф. Елена Мачавариани смята за монограм на Исус Христос и че налагането и е възникнало след разпространяването на християнството. Според професор Елена Мачивалиани буквата „ДЖ“ е създадена от кръстосването на инициалите на Исус Христос.
Писателят Реваз Патаридзе изразява друго мнение, според което кръстосаната буква „ДЖ“ показва краят на азбуката. Давайки ни за пример други писмености (семитски, и гръцки), където отново за край на азбуката се използва кръстосан знак (ГРЪЦКАТА „Х“, ФИНИКИИСКАТА „+“ И ЛАТИНСКА „Х“). Единната система за буквестроенето (изписване) се потвърждава само в Асомтаврули. Въз основа на геометрични елементи ни потвърждава, че първо е създавано изписването (изрисуването) на буквите, а след това се подреждат по азбучен ред, както и се именуват.
Писменост Нусхури произхожда от вече развитата писменост на Асомтаврули. През 8 век приключва преминаването от кръгли форми към полу-кръгли. Доказателства за последващата писменост Нусхури датират от девети век. До около единадесети век Нусхури се е ползвала заедно с Асомтаврули при писане. Постепенно в някои букви е нарушена двулинейната система. От дванадесети век съществуват ръкописи, изписани изцяло на Нусхури. Тази писменост е широко използвана до 18 век включително. Смята се, че Нусхури се доразвива от изключително силното влияние на гръцката художествена литература по това време. Асомтаврули и Нусхури обединени са наричени Хуцури, което идва от Хуци, значещо духовно лице. Тази допълнителна писменост възниква вследствие нуждите на църковното братство и е употребявана само за църковни нужди. В завършеното Нусхури буквите са разположени в две линии и в различни височини. Нусхури е ъглова, бърза, надясно наклонена писменост като буквите се изписват свързани една с друга. В Носхури за пръв път се създава тенденцията за създаване на единен контур, което окончателно се формира в писмеността Мхедрули. Пример за това е буквата „У“, която в Асомтаврули се пише от 2 знака в Нусхури се обединява в 1 знак.
Първото засвидетелствано използване на грузинската азбука е надпис в християнска църква в Палестина около 430 година. Тогавашният вариант на грузинската азбука носи наименованията асомтаврули (означаващо главни букви) или мргловани (означаващо кръгъл), тъй като е бил със заоблени форми и всички букви са били с една и съща височина. През 9 век вариантът асомтаврули постепенно е бил изместен от по-ъгловата разновидност, наричана нусха-хуцури или кутховани (означаващо ъгловат).
Според грузинската легенда, азбуката е била създадена от цар Фарнаваз I през 3 век; арменската легенда твърди, че грузинската писменост е била измислена от арменски християнски мисионер.

## Писменост

### Асомтаврули
Асомтаврули (означаващо главни букви), позната още като мргловани (означаващо кръгъл), е най-старата известна разновидност на грузинската азбука. Първото ѝ засвидетелствано използване е надпис в християнска църква в Палестина от около 430 г.; като самостоятелна форма на грузинската азбука изчезва през 9 век. Днес буквите от асомтаврули се използват като главни в разновидността хуцури, а в редки случаи и в официалната разновидност мхедрули.
| Букви | Букви | Букви | Букви | Букви | Букви | Букви | Букви | Букви | Букви | Букви | Букви | Букви | Букви |
| ----- | ----- | ----- | ----- | ----- | ----- | ----- | ----- | ----- | ----- | ----- | ----- | ----- | ----- |
| Ⴀ     | Ⴁ     | Ⴂ     | Ⴃ     | Ⴄ     | Ⴅ     | Ⴆ     | Ⴡ     | Ⴇ     | Ⴈ     | Ⴉ     | Ⴊ     | Ⴋ     | Ⴌ     |
| Ⴢ     | Ⴍ     | Ⴎ     | Ⴏ     | Ⴐ     | Ⴑ     | Ⴒ     | Ⴣ     | ႭჃ, Ⴓ | Ⴔ     | Ⴕ     | Ⴖ     | Ⴗ     | Ⴘ     |
| Ⴙ     | Ⴚ     | Ⴛ     | Ⴜ     | Ⴝ     | Ⴞ     | Ⴤ     | Ⴟ     | Ⴠ     | Ⴥ     |       |       |       |       |

### Нусхури
Нусхури, позната още като кутховани (означаващо ъгловат), е разновидност на грузинската азбука. Появява се през 9 век от разновидността асомтаврули и изчезва като самостоятелно употребявана форма на грузинската азбука през 11 век. Днес буквите от нусха-хуцури се използват като малки от разновидността хуцури.
| Букви | Букви | Букви | Букви | Букви | Букви | Букви | Букви | Букви | Букви | Букви | Букви | Букви | Букви |
| ----- | ----- | ----- | ----- | ----- | ----- | ----- | ----- | ----- | ----- | ----- | ----- | ----- | ----- |
| ⴀ     | ⴁ     | ⴂ     | ⴃ     | ⴄ     | ⴅ     | ⴆ     | ⴡ     | ⴇ     | ⴈ     | ⴉ     | ⴊ     | ⴋ     | ⴌ     |
| ⴢ     | ⴍ     | ⴎ     | ⴏ     | ⴐ     | ⴑ     | ⴒ     | ⴣ     | ⴍⴣ, ⴓ | ⴔ     | ⴕ     | ⴖ     | ⴗ     | ⴘ     |
| ⴙ     | ⴚ     | ⴛ     | ⴜ     | ⴝ     | ⴞ     | ⴤ     | ⴟ     | ⴠ     | ⴥ     |       |       |       |       |

### Мхедрули
Мхедрули (მხედრული, „военна“, от мхедари – „войник“, „боец“) е светската разновидност на грузинската азбука, която днес се употребява официално от грузинския език. Съдържа 33 букви, от които 28 съгласни и 5 гласни и не различава главни и малки букви (за разлика от хуцури, жреческата разновидност). В мхедрули всеки знак отговаря винаги точно на един звук, т.е. няма разлика между изговор и правопис. Азбуката се е развила в средата на 11 век от светския вариант на нусха-хуцури – мхедрули е заоблената курсивна форма на оригиналната писменост. Мхедрули измества другите варианти на грузинската писмена система през 18 век.
| Букви | Букви | Букви | Букви | Букви | Букви | Букви | Букви | Букви | Букви | Букви | Букви | Букви | Букви | Букви |
| ----- | ----- | ----- | ----- | ----- | ----- | ----- | ----- | ----- | ----- | ----- | ----- | ----- | ----- | ----- |
| ა     | ბ     | გ     | დ     | ე     | ვ     | ზ     | ჱ     | თ     | ი     | კ     | ლ     | მ     | ნ     |       |
| ჲ     | ო     | პ     | ჟ     | რ     | ს     | ტ     | ჳ     | უ     | ფ     | ქ     | ღ     | ყ     | შ     |       |
| ჩ     | ც     | ძ     | წ     | ჭ     | ხ     | ჴ     | ჯ     | ჰ     | ჵ     | ჶ     | ჷ     | ჺ     | ჸ     | ჹ     |

Съвременният вариант на грузинската азбука се развива от разновидността нусха-хуцури през периода 11 – 13 век. Наименованието му мхедрули идва от думата мхедари, означаваща „войник“ и наблягайки на светското използване на разновидността. Разновидностите асомтаврули и нусха-хуцури не са се изгубили, а продължават да бъдат използвани и до днес от Грузинската православна църква за религиозни текстове под общото наименование хуцури Първият печатен текст, използващ грузинската азбука, е бил публикуван през 1669 г. През 18 век са били добавени няколко нови букви, а през 19 е извършена реформа в правописа, изхвърляща пет други букви.
Мхедрули се нарича съвременната грузинска азбука. Примери за това съществуват от единадесети век и се смята, че се е развила от Хуцури под силното влияние на арабската писменост стил и калиграфия. Писмените форми на Мхедрули са улеснени за изписване. Писането отново е хоризонтално, но контурите са заоблени и създават единно очертана форма. В Мхедрули са запазени видът и формата на само няколко букви от Асомтаврули (това са С, ДЗ, М), а останалите претърпяват сложни графични промени. Четири линейната система на Мхедрули е в различни височини. През 1728 г. Николоз Тбилели създава главните букви на Мхедрули.
В древните грузински писмености се е наложило образуването на самобитния тип за съкращаване на изречения и думи наречен Карагми. Причината за необходимите съкращения са били скъпоструващите писмени консумативи (тогава се е писало на агнешка или телешка кожа), а за написването на една книга са трябвали кожи от повече от сто агнета или телета. Грузинците за пръв път започват да пишат на хартия през единадесети век, която бавно и постепенно започва да заема мястото на Етрат (кожа), въпреки че до осемнадесети век все още се срещат книги, написани на кожа. При писането на Карагми се съкращавали единични букви, а и дори цели срички, като понякога се пишели само първата буква или първата и последната буква от думата. Когато се е ползвал Карагми, задължително се е обозначавало със знак Карагми (~), за да знае читателят, че е използвана тази писмена система и има направени съкращения.
В грузинската азбука последователността на буквите точно следва последователността на гръцката азбука като първите 25 букви съвпадат с тези в гръцката. Втората част на грузинската азбука събира характерни за грузинския език букви. Патриархът на грузинската литература Илия Чавчавадзе и негови съмишленици извършват много големи реформи по време на създаването на съвременната грузинска литература. От азбуката изваждат 5 букви, които в съвременния език не са ползвани или както те ги нарекли мъртви букви. По този начин в съвременната азбука остават 33 знака, представящи 28 съгласни и 5 гласни като не се прави разлика между изговор и правопис. Грузинската писменост е самобитна система от азбучен тип и е една от малкото съществуващи днес азбуки без аналог. Интересно е, че въпреки това и до днес те се използват от малки етнически групи в Грузия като Хевсурия и Пшавия.
ჱ – ჰე, ჲ – იოტა, ჳ – ვიე, ჴ – ხარი, ჵ – ჰოე
Буквите, извадени от съвременната азбука
За да се популяризира съвременната грузинска писменост, Илия Чавчавадзе и негови съмишленици създават през 1879 година общество за разпространяване на култура и писменост, с цел ограмотяване на населението поради ниската образованост през този период.

## Разпространение
Грузинската азбука се използва за изписване както на грузинския език, така и на сродните му мегрелски, лазки и свански езици, всички от които са говорени на територията на Република Грузия. Абхазският, който не е сроден, също е използвал грузинската азбука, но днес се изписва на кирилица Едни от най-известните грузински поети и творци са: Николоз Бараташвили, Галактион Табидзе, Акаки Церетели, Александър Орбелиани, Григор Орбелиани, Александър Казбеги, Рапиел Еристави, Мамия Гуриели, Якоб Гогебашвили, Симон Гугунава, Шота Руставели, който около 12 – 13 век е ковчежник на царица Тамара. Тогава той написва най-известната грузинска поема, известна като „Витязът в тигровата кожа“. „Мъченичеството на царица Шушаник“ е грузински агиографски роман от Яков Цуртавели, който е бил съвременник и участник в събитията. Други известни средновековни произведения на грузинската литература са: „Житие на Света Нино“ (4 век), „Житие на цар Мириан“ от Абятар (4 век), „Corpus Areopagiticum“, философски и теологически труд, приписван на Петър Ибериеца (5 век), „Мъченичество на Або Тбилели“ от Йоан Сабанидзе (8 век), „Житие на Григол Кхандзтели“ от Георги Мерчуле (10 век), „История на династията Багратиони“ от Сумбат Давитидзе (11 век), „Тамариани“ от Йоан Чакрукхадзе (12 век).

## Особености
В съвременния вариант на грузинската азбука няма разлика между малки и големи букви. Те се изписват еднакво без значение дали са в началото на думата или изречението, или на собствено име. Посоката на писане е като в българската азбука – от ляво надясно, с редовете от горе надолу. Интересно е, че редът на буквите в грузинската азбука следва този на гръцката, като звуковете, отсъстващи от последната, са добавени накрая.

## Компютърна поддръжка
В Уникод е запазен интервалът U+10А0 до U+10FF за буквите и пунктуацията на съвременната грузинска азбука и използваните в редки случаи за главни букви символи от разновидността асомтаврули. Интервалът от U+2D00 до U+2D2F е добавен за малките букви от религиозната разновидност хуцури.